# Симович, Александар
Александар Симович (серб. Александар Симовић, родился 14 декабря 1976 года в Белграде) — сербский преступник, член Земунской преступной группировки, один из организаторов убийства Зорана Джинджича.

## Биография
С молодости состоял в Земунской преступной группировке (Земунском клане) вместе со своим братом Милошем, которая была причастна только официально к 17 убийствам как обычных граждан, так и конкурентов из других банд. Симович был так или иначе причастен (исполнитель или сообщник) к следующим преступлениям:
- 2000 год: убиты Зоран «Сколе» Ускокович, Милош Стеванович, Тодор Гардашевич, Срджан Льюич, Желько Бодич; похищен Вук Байрушевич.
- 2001 год: убиты Драгослав Вукович, Мирослав Мишкович и Миленко Алексич (бизнесмен из Суботицы);
- 2002 год: похищен владелец предприятия «Verano Motors» Миля Бабович, которого продержали 40 дней, а затем и Суад «Батко» Мусич; убиты Ивица Николич, Средое «Шлюка» Шлюкич, Зоран Шлюкич, Йован «Цунер» Гузян, Ивица Йованович, Ненад Баточанин, Желько Шкрб; предпринята попытка покушения на Любишу «Чуме» Буху.

Симовичу инкриминировались взрывы в редакции белградской газеты «Дан» и станции техобслуживания автомобилей «Аца», за что Александр получил три с половиной года тюрьмы. Испытывал политическую неприязнь к премьер-министру Зорану Джинджичу. 12 марта 2003 года группа заговорщиков организовала покушение на Джинджича, закончившееся смертью премьер-министра. Александр Симович во время убийства находился в здании завода фотограмметрии.
Александр Симович был арестован 28 ноября 2006 года сербской полицией, при аресте у него были изъяты пистолет, автомат, две гранаты и фальшивый паспорт. Суд приговорил его 23 мая 2007 года к 35 годам лишения свободы за совершённые им преступления (в том числе и за участие в убийстве Зорана Джинджича). Со своим родным братом Милошем, также осуждённым за убийство, он встретился впервые после ареста и осуждения только в 2012 году.